# Stade René-Fenouillère
 (juillet 2020).
Si vous disposez d'ouvrages ou d'articles de référence ou si vous connaissez des sites web de qualité traitant du thème abordé ici, merci de compléter l'article en donnant les références utiles à sa vérifiabilité et en les liant à la section « Notes et références ».
Le stade René-Fenouillère est un stade omnisports situé à Avranches, dans le département de la Manche, en Normandie.
Ce stade inauguré en 1960, compte actuellement 2 650 places, son club résident est l'US Avranches, club de National représentant la ville.

## Histoire

### Création du stade
Le 14 juillet 1960, est inauguré à Avranches, en présence de Louison Bodet, un nouveau stade omnisports, le stade René Fenouillère. À son inauguration, il possède une tribune de 650 places assises, une piste d'athlétisme de 6 couloirs, des terrains de tennis, un city-stade et un terrain annexe de 100 mètres sur 60 mètres. En mars 1988, des projecteurs sont installés dans le stade pour pouvoir jouer les matchs de nuit. En 1991, le club normand reçoit le FC Sochaux, des tribunes provisoires sont installées autour du terrain, 7 823 spectateurs assisteront au match remporté par Sochaux. Le stade est rénové au printemps 2007. En 2016, un local de chronométrie ainsi que de nouveaux vestiaires sont installés pour répondre aux normes de la FFF imposées pour le National. En 2017, deux tribunes amovibles de 250 et 400 places sont installées pour augmenter la capacité. En 2019, la pelouse du stade est refaite à neuf par la ville.

### Un stade trop petit
Malgré l'installation de tribunes amovibles en 2017, le stade reste l'un des plus petits du National. Depuis plusieurs années, un projet de nouveau stade fait surface, un stade de 4 000 places. Ou alors la construction de nouvelles tribunes sur le stade actuel.

## Affluence, capacité

### Records d'affluences
| Rang | Spectateurs | Compétition     | Rencontre                                    | Date |
| ---- | ----------- | --------------- | -------------------------------------------- | ---- |
| 1    | 7 823       | Coupe de France | US Avranches (D3) - FC Sochaux (D1)          | 1991 |
| 2    | 5 000       | Match Amical    | FC Rouen (D1) - SC Toulon (D1)               | 1983 |
| 3    | 5 000       | Coupe de France | US Avranches (CFA) - FC Lorient (L1)         | 2015 |
| 4    | 4 800       | Coupe de France | US Avranches (CFA) - FC Metz (L1)            | 2015 |
| 5    | 4 600       | Coupe de France | US Avranches (CFA) - RC Lens (L2)            | 2014 |
| 6    | 3 500       | National        | US Avranches (N1) - Stade lavallois (N1)     | 2008 |
| -    | 3 500       | Coupe de France | US Avranches (N) - Stade lavallois (N)       | 2017 |
| 8    | 3 200       | Coupe de France | US Avranches (N) - FC Fleury 91 (CFA)        | 2017 |
| 9    | 3 120       | Coupe de France | US Avranches (CFA2) - Dijon FCO (L2)         | 2008 |
| 10   | 3 066       | Coupe de France | US Avranches (N) - US Saint-Malo (CFA)       | 2016 |
| -    | 3 066       | Coupe de France | US Avranches (CFA) - Olympique Saumur (CFA2) | 2010 |

## Tribunes

### Tribune Honneur
La Tribune Honneur est inaugurée en 1960, sa capacité est de 650 places assises, elle fut rénovée récemment, les vestiaires ont été refaits, un local de chronométrie a été créé. Les sièges verts sans dossier ont été changés par des sièges bleus à dossier. Enfin, un coffrage de bois a été fait autour de la tribune.

### Tribune amovible
La première tribune amovible est située en face de la tribune honneur, sa capacité est de 400 places assises, elle est installée en 2017. Elle faisait avant partie du stade Jean-Laville de Gueugnon.

### Parcage Visiteur
Le Parcage Visiteur est une tribune amovible située, dans le virage à droite de la tribune honneur, elle est installée en 2017. Sa capacité est de 250 places assises.